# National Board of Review Awards 1987
La 59ª edizione dei National Board of Review Awards si è tenuta il 16 febbraio 1988.

## Classifiche

### Migliori dieci film
- Grido di libertà (Cry Freedom), regia di Richard Attenborough
- L'ultimo imperatore, regia di Bernardo Bertolucci
- anni quaranta (Hope and Glory), regia di John Boorman
- Dentro la notizia - Broadcast News (Broadcast News), regia di James L. Brooks
- Gli intoccabili (The Untouchables), regia di Brian De Palma
- Full Metal Jacket, regia di Stanley Kubrick
- Attrazione fatale (Fatal Attraction), regia di Adrian Lyne
- Gaby, una storia vera (Gaby: A True Story), regia di Luis Mandoki
- L'impero del sole (Empire of the Sun), regia di Steven Spielberg
- Wall Street, regia di Oliver Stone

### Migliori film stranieri
- Jean de Florette e Manon delle sorgenti (Manon des sources), regia di Claude Berri
- La mia vita a quattro zampe (Mitt liv som hund), regia di Lasse Hallström
- Tampopo, regia di Jūzō Itami
- Arrivederci ragazzi (Au revoir les enfants), regia di Louis Malle
- Oci ciornie, regia di Nikita Michalkov

## Premi
- Miglior film: L'impero del sole (Empire of the Sun), regia di Steven Spielberg
- Miglior film straniero: Jean de Florette e Manon delle sorgenti (Manon des sources), regia di Claude Berri
- Miglior documentario: Hail! Hail! Rock'n'Roll (Chuck Berry Hail! Hail! Rock 'n' Roll), regia di Taylor Hackford
- Miglior attore: Michael Douglas (Wall Street)
- Miglior attrice: Lillian Gish (Le balene d'agosto) e Holly Hunter (Dentro la notizia - Broadcast News)
- Miglior attore non protagonista: Sean Connery (Gli intoccabili)
- Miglior attrice non protagonista: Olympia Dukakis (Stregata dalla luna)
- Miglior regista: Steven Spielberg (L'impero del sole)
- Premio alla carriera: Lillian Gish
- Menzione speciale per l'eccezionale performance giovanile: Christian Bale (L'impero del sole)